# Textures
Textures — метал-группа из Нидерландов.

## История

### Формирование и первые альбомы (2001-2006)
Группа была сформирована в 2001 году гитаристами Йохемом Якобсом и Бартом Хеннефовом, барабанщиком Стефом Броксом, басистом Дэнисом Артсом и клавишником Ричардом Ретдейком. Позже к ним присоединился вокалист Питер Верпаален, в таком составе был записан дебютный альбом Polars и выпущен на лейбле Listenable Records в 2004 году. С тем же лейблом были записаны альбомы Drawing Circles в 2006 и Sillhouettes в 2008.

### Смена состава, Drawing Circles и Sillhouettes
На альбоме Drawing Circles, выпущенном 17 октября 2006 вокалист Питер Верпаален был заменён Эриком Калсбеком. 
В 2007 году с новым басистом Ремко Тилемансом Textures записали новый альбом Sillhouettes. В альбоме присутствовал хит «Awake», на который был снят видеоклип. Клип был снят режиссёром Робом Ходсельманом.

### Dualism, смена вокалиста (2004-2008)
В 2010 году вместо заявившего об уходе Эрика Калсбека вокалистом группы стал Даниэль де Йонг. Также группу покинул клавишник Ричард Ритдейк, его заменил Ури Дейк.
Джейкобс был признан лучшим голландским гитаристом на Gala van de Pop Muziek 2011.
В 2011 году Textures вернулись в студию для записи нового альбома.
С альбома Dualism с видеоклипом вышел сингл «Reaching Home».

### Уход Джейкобса, распад (2012-2017)
В 2013 году Джейкобс покинул состав группы (его заменил Джо Тал), однако продолжил продюсировать Textures.
В 2016 году был выпущен альбом «Phenotype». В то же время был записан «Genotype», вышедший в 2017 году. 
Группа распалась в 2017 году, последний концерт был дан в Тилбурге, Нидерланды в рамках прощального турне. 

## Дискография
- Polars (2003)
- Drawing Circles (2006)
- Silhouettes (2008)
- Dualism (2011)[10]
- Phenotype (2016)
- Genotype (2017)

## Состав
Текущие члены группы
- Daniël de Jongh — Вокал (с 2010)
- Bart Hennephof — Гитары, Бэк-вокал (с 2001)
- Stef Broks — Ударные (с 2001)
- Remko Tielemans — Бас гитара (с 2007)
- Uri Dijk — Клавишные (с 2010)
- Joe Tal — Гитара (с 2013)

Бывшие члены
- Richard Rietdijk — Клавишные (2001—2010)
- Dennis Aarts — Бас гитара (2001—2007)
- Pieter Verpaalen — Вокал (2001—2003, умер 01.08.2024)
- Eric Kalsbeek — Вокал (2004—2010)
- Jochem Jacobs — Гитары, Бэк-вокал (2001—2013)